# Jaime Espinal
Jaime Yusept Espinal Fajardo (Santo Domingo, 14 de octubre de 1984) es un atleta y luchador puertorriqueño. Espinal ganó una medalla de plata en los Juegos Olímpicos de Londres 2012 cuando cayó derrotado en la final ante Sharif Sharifov de Azerbaiyán.
Espinal está casado con Jane Valencia, quien es una atleta olímpica mexicana. La hija de ambos, Joy Espinal, nació en el 2017.

## Juventud y educación
Jaime Espinaln nació el 14 de octubre de 1984 en Santo Domingo, República Dominicana, hijo de Don Jaime Espinal y Alejandrina Fajardo Hernández. Tiene dos hermanos: Stanley y Rosemary. Cuandó Jaime tenía 5 años, su familia se mudó a Puerto Rico. Espinal estudió en el Colegio Bautista de Puerto Nuevo y luego en la Escuela Superior Gabriela Mistral. Comenzó a practicar la lucha libre olímpica cuando tenía nueve años, motivado por el entrenador Pedro Rojas que se le acercó a él y otros niños para invitarlos al Club Sparta en Río Piedras junto a Franklin Gómez.
Cuando tenía 15 años, Espinal y su madre se mudaron a Brooklyn, Nueva York. Espinal dice que tuvo que lidiar con el racismo y peleas "cada dos o tres días". Luego de que otro estudiante le sacara una cuchilla en una pelea, Espinal decidió regresar a Puerto Rico solo. Espinal se apartó de la lucha y comenzó a practicar Porrismo, también conocido como animación. Recibió una beca en animación de la Universidad de Puerto Rico en Bayamón. Espinal continua estudiando en la universidad interamericana de Puerto Rico donde cursa el bachillerato en administración de empresas..
Antes de comenzar su carrera internacional de lucha, Espinal se dedicó por tres años al breakdance con un grupo llamado Time Machine Squad. En el 2008, se le conocía en ese ambiente como "Olimpic Jumps". Durante este tiempo, sirvió de bailarín para artistas de hip hop como Daddy Yankee y Tego Calderón. Espinal también practicó el béisbol y trabajo como modelo. Sin embargo, el entrenador Pedro Rojas lo convenció de que regresara a la lucha.

## Carrera como luchador
En preparación para los Juegos Centroamericanos y del Caribe del 2010, Rojas envió a Espinal a entrenar a Cuba por nueve meses. Como resultado, Espinal ganó la medalla de oro en los juegos celebrados en Mayagüez, Puerto Rico.
En el 2011, Espinal terminó en quinto lugar en los Juegos Panamericanos de 2011 en Guadalajara, México. Ese mismo año, ganó la medalla de plata en el Torneo Cualificatorio Panamericano de Lucha en Florida.
El año siguiente, Espinal continuó destacándose en el deporte, terminando en tercer lugar en el Torneo Internacional de Rumanía, y ganando el oro en el Campeonato de Lucha Città di Sassari en Italia. Ese año, en el Torneo Panamericano de Lucha en Kissimmee, Espinal cualificó para los Juegos Olímpicos de Londres 2012.

## Juegos Olímpicos 2012
En los Juegos Olímpicos de Londres 2012, Espinal comenzó las primeras rondas derrotando a Dato Marsagishvili, de Georgia. En las semifinales, derrotó a Soslan Gattsiev, de Bielorrusia, para avanzar a la ronda final contra Sharif Sharifov, de Azerbaiyán. En esta lucha final, Sharifov derrotó a Espinal 3-1 para ganar el oro. Espinal culminó su ronda olímpica con una medalla de plata para Puerto Rico. Su medalla fue solo la segunda medalla de plata para Puerto Rico en 17 olimpiadas, y la segunda para el país en Londres. Espinal recibió un bono de $30,000 de parte del Comité Olímpico de Puerto Rico por ganar la medalla. Además, el concesionario de autos puertorriqueño Bella International le obsequió a Espinal un vehículo Honda CR-V del 2012.

## Juegos Olímpicos 2016
En marzo de 2016, Espinal logró la clasificación para los Juegos Olímpicos de Río de Janeiro 2016 y ha dejado saber que contempla su retiro de la lucha amateur pues considera una oferta para entrar a la lucha libre profesional (WWE) finalizadas las olimpiadas.